# Ernst Moog (Fußballspieler)
Ernst Moog (* 16. August 1909 in Kottenheim; † 7. Februar 1975 in Köln) war ein deutscher Fußballspieler und -trainer.

## Karriere
Moog begann in Kottenheim bei der ortsansässigen Fortuna mit dem Fußballspielen, bevor er aus der Eifel an den Rhein zum Kölner SC 1899 wechselte und für diesen von 1935 bis 1937 in der Gauliga Mittelrhein Punktspiele bestritt. Die Saison 1937/38 und 1938/39 spielte er dann für den VfL Köln 1899, der aus der Fusion mit dem Kölner CfR hervorgegangen war. Im Juni 1940 war Ernst Moog als Kriegsgastspieler für den VfL Bochum in zwei Pflichtspielen aktiv. Am 2. Juni 1940 spielte Moog in der 1. Hauptrunde des DFB-Vereinspokals 1940/41 beim 6:1-Sieg des VfL gegen den SC Altenbochum. Im Nachholspiel der Gauliga Westfalen 1939/40 gegen Arminia Marten am 22. Juni 1940 sorgte Ernst Moog beim 5:2-Sieg der Bochumer mit seinem Tor zum 2:1 für den Halbzeitstand.
Während seiner Kölner Vereinszugehörigkeit gewann er an der Seite seines Bruders Alfons zwei Gaumeisterschaften. In der sich anschließenden Endrunde um die Deutsche Meisterschaft 1940/41 verwiesen die Kölner in den Spielen der Gruppe 3 Kickers Offenbach, TuS Helene Essen und den FC 93 Mülhausen auf die Plätze. Im Halbfinale, das am 8. Juni 1941 in Dresden ausgetragen wurde, scheiterte er mit seiner Mannschaft nach der 1:4-Niederlage (alle Tore von Hermann Eppenhoff) gegen den FC Schalke 04 am Einzug ins Finale. Das Spiel um Platz 3 ging ebenfalls und an selber Stätte mit 1:4 verloren – gegen den Dresdner SC. In der Folgesaison schied er mit seiner Mannschaft bereits im Achtelfinale mit 1:3 gegen Kickers Offenbach aus dem Wettbewerb aus.
Ernst Moog gehörte zu den Spielern, die am 15. Februar 1948, zwei Tage nach der Gründung des 1. FC Köln, in dessen ersten Spiel in der Startelf standen. Dieses Spiel gegen Nippes 1912 wurde mit 8:2 gewonnen.
1949 gelang mit ihm der Aufstieg in die Oberliga West. Mit dem Aufstieg verließ er den 1. FC Köln.
Beim SC Fortuna Köln soll er für die Saison 1949/50 in der Amateurliga Rheinbezirk gespielt haben. In den nachfolgenden zwei Saisons, bis Juni 1952, war er als Trainer der Kölner Fortuna tätig. Er erreichte mit seiner Mannschaft aber nur den letzten und ein Jahr später den drittletzten Tabellenplatz.

## Vereine
- 000000000: Fortuna Kottenheim
- 0000–1937: Kölner SC 1899
- 1937–1945: VfL Köln 1899
- 1945–1948: SpVgg Köln-Sülz
- 1948–1949: 1. FC Köln
- 1949–1950: SC Fortuna Köln (Spieler)
- 1950–1952: SC Fortuna Köln (Trainer)

## Statistik
- Landesliga
35 Spiele (davon 4 in den Aufstiegsrunden zur Oberliga West)

## Erfolge
- 1949: Aufstieg in die Oberliga West